# Ussel-d’Allier
Ussel-d’Allier – miejscowość i gmina we Francji, w regionie Owernia-Rodan-Alpy, w departamencie Allier.

## Demografia
Według danych na rok 1990 gminę zamieszkiwało 147 osób, a gęstość zaludnienia wynosiła 18 osób/km². W styczniu 2015 r. Ussel-d’Allier zamieszkiwało 156 osób, przy gęstości zaludnienia wynoszącej 19,1 osób/km².